# Almirall de Castella

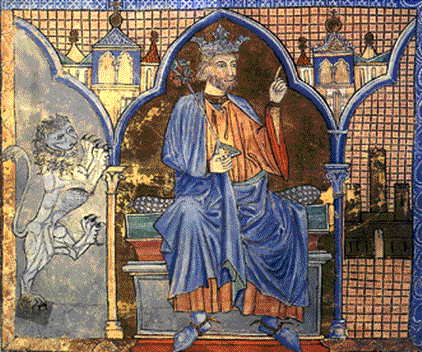
Ferran III el Sant, creador de l'almirallat de Castella, miniatura a la Catedral de Santiago.

L'Almirallat de Castella (Almirantazgo de Castilla en castellà) va ser una dignitat castellana creada al segle xiii i que va perdurar fins a l'any 1705.

## Orígens del títol
L'Almirallat de Castella va ser creat pel rei Ferran III el Sant per a la conquesta de Sevilla, i nomenà com a primer almirall en Ramón de Bonifaz en 1247. Aquest títol es trobava revestit de gran autoritat, poder i preeminències, que apareixen especificades per Alfons X el Savi en la segona Partida de les lleis, on es deia que qui fos elegit, havia d'arribar davant el rei vestit amb valuoses vestidures de seda, rebre un anell a la mà dreta, en senyal de l'honra que se li feia, una espasa representant el poder delegat, i un estendard amb les armes reials per acabdillament atorgat en representació del monarca.
L'Almirall residia ordinàriament a Sevilla, perquè allà és on eren les Drassanes Reials i era el lloc on s'armaven i organitzaven les flotes, i també perquè allà estava situat el tribunal especial marítim. Entre les múltiples atribucions i facultats de l'Almirall, figurava la de tenir veu i vot de qualitat en el Consell.
Durant el regnat dels tres últims Trastamara la institució de l'Almirallat es transformà: «l'Almirall passa a ser un palatí que intriga per fer créixer les seves preeminències».
Des de 1405 fins a 1705, en què aquest càrrec desapareix, es va constituir en patrimoni dels Enríquez, descendents de l'infant Fadrique de Castella, fill natural del rei Alfons XI el Justicier. Alonso Enríquez, per concessió d'Enric III, va ser el primer d'aquesta família que va ostentar l'Almirallat.
El 1726 després d'un curt interval sense haver-se fet nou nomenament d'aquesta dignitat, Felip V va acordar no proveir-la, i el 1737 va fondre els almirallats espanyols en la suprema jerarquia d'almirall general de l'Armada, concedida a l'infant Don Felip.

## Almiralls de Castella
La següent és una llista de les personalitats que van ostentar aquesta dignitat:
| Almirall                           | Notes |
| Ramón de Bonifaz                   | Des de 1247. |
| Ruy López de Mendoza               | Ostentà aquesta dignidad entre 1253 i 1262.                                                                                              |
| Fernando Gutiérrez                 | Entre 1262 i 1269. |
| Pedro Martínez de Fee              | |
| Pedro Laso de la Vega              | |
| Payo Gómez Cherino                 | |
| Pedro Ruiz de Castañeda            | |
| Nuño Díaz de Castañeda             | Mort el 1293. Germà de l'anterior. |
| Benito Zacharías                   | Mort el 1295. Genovès. |
| Juan Matheo de Luna                | Mort el 1299. |
| Fernán Pérez Maymon                | |
| Alonso Fernández de Montemolín     | Sevillà. |
| Alvar Pérez                        | Cessà el 1304. |
| Diego García de Toledo             | Senyor de Magan i de Mejorada. |
| Diego Gutiérrez de Cevallos        | |
| Bernal de Soria                    | Entre 1307 i 1311. |
| Gilberto de Castelnou              | Italià. |
| Alonso Jofre Tenorio               | Mort el 1340. |
| Alonso Ortiz Calderón              | Gran Prior de l'orde de Sant Joan. Renuncià el 1341.                                                                                     |
| Egidi Boccanegra                   | Executat el 1367. |
| Ambròs Bocanegra                   | Fill de l'anterior. Mort el 1373. |
| Fernando Sánchez de Tovar          | Senyor de Berlanga. Mort el 1382. |
| Juan Fernández de Tovar            | Fill de l'anterior. Morí a la batalla d'Aljubarrota de 1385.                                                                             |
| Rui Díaz de Mendoza                | Senyor de Mendivil. Mort el 1390. |
| Álvaro Pérez de Guzmán             | Mort el 1392. |
| Diego Hurtado de Mendoza           | Mort el 1405. |
| Alonso Enríquez                    | I senyor de Medina de Rioseco, fill de l'infant Fadrique de Castella. Mort el 1429.                                                      |
| Fadrique Enríquez                  | I comte de Melgar. Fill de l'anterior.                                                                                                   |
| Alonso Enríquez                    | Fill de l'anterior. Mort el 1485. |
| Fadrique Enríquez de Velasco       | Fill de l'anterior. Mort sense successió el 1538.                                                                                        |
| Fernando Enríquez de Velasco       | Germà de l'anterior. Mort el 1542. |
| Luis Enríquez y Téllez-Girón       | Fill de l'anterior. Mort el 1567. |
| Luis Enríquez de Cabrera           | Fill de l'anterior. Mort el 1596. |
| Luis Enríquez de Cabrera y Mendoza | Fill de l'anterior. Mort el 1600. |
| Juan Alfonso Enríquez de Cabrera   | Fill de l'anterior. Mort el 1647. |
| Juan Gaspar Enríquez de Cabrera    | Fill de l'anterior. Mort el 1691. |
| Juan Tomás Enríquez de Cabrera     | Fill de l'anterior. Felip V li va retirar tots els seus càrrecs perquè havia optat pel bàndol austricista durant la guerra de successió. |